# 张国富
张国富（1954年—），四川九龙人，汉族，中华人民共和国政治人物、第十二届全国人民代表大会四川地区代表。
毕业于九龙县烟袋乡小学，任四川省九龙县烟袋乡毛菇厂村党支部书记。加入中国共产党。2008年起担任全国人大代表。2013年，担任全国人大代表。